# Heer van Chaos
Heer van Chaos is het zesde deel van de fantasy-serie Het Rad des Tijds, geschreven door Robert Jordan. Deze serie gaat over vijf jonge mensen uit het vredige dorp Emondsveld die het middelpunt worden van een vernietigende reeks gebeurtenissen die de wereld veranderen. De oorspronkelijke titel van het boek is 'Lord of Chaos', uitgegeven in 1994. 

## Samenvatting van het boek
Rhand Altor heeft nu de landen Tyr, Cairhien en Andor in handen en komt nu achter de moeilijkheden van een heerser. Hij laat Cairhien over aan Aiel Rhuarc en de Mayeense Berelain. Beiden hebben genoeg ervaring om een land te leiden en houden de zonnetroon vrij voor Elayne Trakand, tenminste als Rhand haar kan vinden. Het land gaat gebukt onder een verschroeiende hitte.
In Andor regeert Rhand echter zelf. Hij kondigt ook daar het Pardon af voor Geleiders en roept hen op om naar Caemlin te komen.
De Valse Draak Mazrim Taim en zijn achtervolger Davram Bashere van Saldea komen op die oproep af en Taim wordt door Rhand bevolen Geleiders op te zoeken en te trainen als wapens voor Tarmon Gai'don. Het worden de mannelijke tegenhangers van de Aes Sedai, de Asha'man. Andors vorige koningin, Morgase Trakand, valt ondertussen in handen van de Kapiteinheer-gebieder van de Kinderen van het Licht, Pedron Nial.
In Cairhien komt er een gezantschap van de Witte Toren aan onder leiding van Galina Sedai. Rhand laat nooit meer dan drie Aes Sedai tegelijk bij zich komen uit angst dat hij ze niet meer te baas kan, maar hij luistert beleefd naar hun voorstellen. 
Egwene Alveren komt ondertussen Gawein Trakand tegen. Hij en zijn Jongelingen zijn meegereisd met de Galina's gezelschap omdat Elaida Sedai hen weg wilde uit de Witte Toren. De trainingsgebieden van de Zwaardhanden moeten immers plaats ruimen voor Elaida's nieuwe paleis.
In Caemlin krijgt Rhand bezoek van drie Ogier op zoek naar Loial. Rhand vraagt hen naar de locaties van de poorten naar de Saidinwegen. Zodat hij deze kan laten afsluiten of bewaken. De Duistere gebruikt ze immers om Schaduwgebroed uit de Verwording te smokkelen. Eerst brengt hij hen naar Shadar Logoth om de Saidinpoort daar te sluiten en vervolgens brengt hij hen naar Tweewater, de vermoedelijke verblijfplaats van Loial.
Terug in Caemlin slaat Rhand Moiraines laatste raad in de wind en neemt Verin en Alanna Sedai in vertrouwen. Het resultaat is dat Alanna hem ongewild tot haar Zwaardhand maakt.
Ook de negen gezanten van Salidar (onder leiding van Merana Sedai) en Min komen aan. Rhand geeft hun niet direct zijn steun, maar wacht af om betere voorwaarden te verkrijgen. Hij is immers nooit van plan geweest Elaida te volgen. Alanna en Verin voegen zich bij de gezanten van Salidar. Dankzij Min weet Rhand nu ook de verblijfplaats van Elayne. Hij roept Mart op om haar in Salidar te gaan halen zodat ze koningin van Andor en Cairhien kan worden.
Ondertussen in Salidar zijn de Aanvaarden Nynaeve Almaeren en Elayne Trakand het gesprek van de dag omdat zij vele wonderbaarlijke ontdekkingen hebben gedaan (grotendeels dankzij de kennis van de gevangen Verzaker Moghedien). Tijdens een onderzoek van Logain, heelt Nynaeve per toeval het stillen waardoor hij de Ene Kracht weer kan geleiden. Iets wat duizenden jaren onmogelijk werd geacht. Vervolgens heelt ze ook Siuan Sanche en Leane.
Dan wordt Egwene door Sheriam in de Tel'aran'rhiod opgeroepen om voor de Zaal van de Salidar Aes Sedai te verschijnen, waar ze tot nieuwe Amyrlin Zetel wordt verheven. Als Amyrlin wordt ze zelf volwaardige Aes Sedai. Maar met haar nieuwe machten maakt ze ook Elayne en Nynaeve tot volwaardige Aes Sedai. Mart komt aan en met hen gaat mee naar Ebo Dar om de Schaal der Winden, een krachtig Ter'angreaal dat het weer kan regelen, te zoeken. Op deze manier hopen ze een einde te maken aan de allesverslindende hitte.
Ondertussen vertrekken de Salidar Aes Sedai op naar de Witte Toren, gevolgd door Garet Brins leger en Marts Bond. 
Lan Mandrogoran arriveert in het geheim bij Mijrelle Sedai aan wie zijn Zwaardhandbinding na de dood van Moiraine is overgedragen. 
Egwene laat Logain ontsnappen omdat ze bang is dat de andere Aes Sedai hem zullen doden in de hoop dat hij bij Rhands Asha'man toetreedt. En ook de A'dam van Moghedien breekt op geheimzinnige wijze open.
Ook Perijn Aybara met een gezelschap uit Tweewater komen aan in Andor. Net als nog twee Salidar Aes Sedai. Dit brengt hun totaal op dertien, een gevaar voor iedere Geleider. Rhand wantrouwt de Aes Sedai steeds meer, en vertrekt na een stroef verlopen ontvangst weer naar Cairhien, waar hij kort hierop door het gezantschap van Elaida gevangen wordt genomen. Deze zijn van plan hem naar de Witte Toren te brengen, en worden hierbij begeleid door het Jongelingenleger van Gawein. Als Perijn ontdekt dat zowel Rhand als Min gekidnapt zijn, organiseert hij een reddingsleger, inclusief de Aielwijzen en de Aes Sedai uit Caemlin. Als Perijn bij het kamp van het gezantschap van de Witte Toren arriveert wordt daar al volop gestreden; de Shaido Aiel vallen aan, waardoor Rhand nog slechts door enkele Aes Sedai wordt vastgehouden. Hij weet zichzelf te bevrijden, waarna plotseling de Asha'man door een Poort op het slagveld verschijnen. Mede hierdoor wordt de slag gewonnen. De Aes Sedai van de Witte Toren worden gevangengenomen en de Shaido-Aiel gedood en verjaagd. Ten slotte knielen de Salidar Aes Sedai voor Rhand en zweren trouw aan de Herrezen Draak.

## De Slag van Dumais Bron

### Rhands kidnappers
Onder het gezag van Galina Sedai
- 39 Aes Sedai van de Witte Toren onder leiding van Galina Sedai
- 600 Jongelingen onder leiding van Gawein Trakand
- ongeveer 40.000 Shaido Aiel onder leiding van Sevanna

totaal: ongeveer 41.000

### Het Reddingsteam
Onder het gezag van Perijn Aybara
- 500 Cairhienin onder leiding van Dobraine Taborwin
- 200 Mayeense Vleugelgardisten onder leiding van Havien Nurelle
- 300 mannen uit Tweewater onder leiding van Danel Lewin
- 1000 wolven onder leiding van Perijn Aybara
- 200 Asha'man onder leiding van Mazrim Taim
- ongeveer 5000 Aiel onder leiding van Rhuarc
- 94 Wijzen onder leiding van Sorilea
- 9 Salidar Aes Sedai en hun Zwaardhanden

totaal: ongeveer 7.300
Het Oog van de Wereld · De Grote Jacht · De Herrezen Draak · De Komst van de Schaduw · Vuur uit de Hemel · Heer van Chaos · Een Kroon van Zwaarden · Het Pad der Dolken · Hart van de Winter · Viersprong van de Schemer · Mes van Dromen · De Naderende Storm · De Torens van Middernacht · Het Licht van Weleer — 
Prequel: Een Nieuw Begin